# Awendaw
Awendaw é uma cidade  localizada no estado norte-americano de Carolina do Sul, no Condado de Charleston.

## Demografia
Segundo o censo norte-americano de 2000, a sua população era de 1195 habitantes. 
Em 2006, foi estimada uma população de 1172, um decréscimo de 23 (-1.9%).

## Geografia
De acordo com o United States Census Bureau tem uma área de 
21,8 km², dos quais 21,4 km² cobertos por terra e 0,4 km² cobertos por água. Awendaw localiza-se a aproximadamente 5 m acima do nível do mar.

## Localidades na vizinhança
O diagrama seguinte representa as localidades num raio de 36 km ao redor de Awendaw. 